# Баветте (паста)
Баветтe (італ. Bavette; італійська: [baˈvette]) — вид макаронних виробів (пасти). Це стрічкова локшина, вужча за тальятеле, з поперечним перерізом, як у сплющених спагеті, подібна до тренетте та ширша за лінгвіне. Цей вид пасти виник в італійському місті Генуя і є найтиповішою лігурійською формою пасти. Баветте, можливо, один із найдавніших видів довгої пасти. Цю страву часто поєднують із традиційними соусами песто, але вона також добре поєднується з овочами.